# Trichadjinga batchianensis
Trichadjinga batchianensis är en skalbaggsart som beskrevs av Stefan von Breuning 1975. Trichadjinga batchianensis ingår i släktet Trichadjinga och familjen långhorningar. Inga underarter finns listade i Catalogue of Life.